# Norberto Ramírez
Norberto Ramírez foi um político da Nicarágua que governou a República de El Salvador como senador de 20 de setembro de 1840 a 7 de janeiro de 1841.
Nasceu em León, Nicarágua, ao fim do século XVIII e morreu na mesma cidade, em 11 de julho de 1856.
Estala uma sublevação dos quartéis de São Salvador contra o governo do coronel Antonio José Cañas; sublevação fomentada pelo comandante general do Exército, Francísco Malespín, porque o coronel Cañas não servia para ser seu instrumento na administração do país.
Cañas foi deposto e Norberto Ramirez é imposto como Chefe de Estado, por José Damian Villacorta não ter aceito o cargo.
Em dezembro de 1840, estourou uma revolução em Santiago Nonualco, ancabeçada por Petronio Castro, a qual foi reprimida pelo governo. Apesar de Ramirez ter governado poucos meses, soube equilibrar seu curto período no governo, diante da difícil situação política desse tempo.
Entrega seu cargo em 7 de janeiro de 1840 a Juan Lindo.
Os filhos de Ramirez, Carlos Meléndez e Jorge Meléndez, também governaram El Salvador.
Além disso, Ramirez ainda governou a Nicarágua.